# Paul Dujardin
Paul L. Dujardin (* 10. Mai 1894; † 1959) war ein französischer Wasserballspieler.
Dujardin nahm an den Olympischen Spielen 1924 in Paris am Wasserballturnier teil, bei dem er zusammen mit seinen Teamkollegen Henri Padou senior, Georges Rigal, Albert Deborgies, Noël Delberghe, Robert Desmettre und Albert Mayaud im Finale gegen Belgien 3:0 gewinnen konnte und die Goldmedaille holte.
Bei der Olympiade 1928 in Amsterdam verlor die französische Mannschaft im Halbfinale gegen Ungarn mit 3:5 und konnte nach Siegen gegen Amerika, Großbritannien und Argentinien die Bronzemedaille holen.

## Weblink
- Paul Dujardin in der Datenbank von Olympedia.org (englisch)

| Personendaten    | Personendaten                   |
| ---------------- | ------------------------------- |
| NAME             | Dujardin, Paul                  |
| ALTERNATIVNAMEN  | Dujardin, Paul L.               |
| KURZBESCHREIBUNG | französischer Wasserballspieler |
| GEBURTSDATUM     | 10. Mai 1894                    |
| STERBEDATUM      | 1959                            |